# Louise (take 2)
Pour les articles homonymes, voir Louise.
Pour plus de détails, voir Fiche technique et Distribution.
Louise (take 2) est un film français de 1998, réalisé par Siegfried, avec Élodie Bouchez et Roschdy Zem.

## Fiche technique
- Réalisation, scénario et musique originale : Siegfried
- Production : Jean Cazes
- Date de sortie en France : 20 janvier 1999
- Durée : 110 minutes

## Distribution
- Élodie Bouchez : Louise
- Roschdy Zem : Rémi
- Gérald Thomassin : Yaya
- Antoine du Merle : Gaby
- Bruce Myers : Le vagabond
- Naguime Bendidi : Bestopaz
- Abdel Ryan Houari : Selem
- Lou Castel : Le père de Louise
- Véronique Octon : Leila
- Yvette Jean : Maman Yvette
- Johanna Mergirie : Johanna
- Véra Briole : Le travailleur social
- Philippe Ambrosini : L’Inspecteur de Police
- Nozha Khouadra : Shop attendant
- Patrick Lizana : Le pharmacien
- Jo Prestia
- Alice Houri : La danseuse à l'opéra
- Théophile Sowié : l'homme à la carte de crédit
- Laurence Cormerais